# Густав фон Шмолер
Густав Фридрих Шмолер (на немски: Gustav Friedrich Schmoller), от 1908 г. фон Шмолер, е германски икономист.

## Биография
Шмолер следва държавни науки в Тюбингенския университет. За период от време е зает в статистическо бюро в Щутгарт. 1865 г. става професор по държавни науки в университет „Мартин Лутер“ в град Хале, като от 1872 г. действа и в Страсбургския университет (Елзас).
През 1882 г. е постъпва на работа в Университета „Фридрих-Вилхелм“ в Берлин. 1887 г. става историограф по бранденбургска история. От 1884 г. Шмолер официално става член на Кралската пруска академия на науките. Той участва и в областта на политиката. От 1884 г. е член Пруския държавен съвет. Ректор на Университета „Фридрих-Вилхелм“ през 1897-98 г.